# Dani Cárdenas
Daniel Cárdenas Ponce (Tarrasa, 28 de marzo de 1997), más conocido como Dani Cárdenas, es un futbolista español que juega de portero en el Rayo Vallecano de la Primera División de España.

## Trayectoria
Dani Cárdenas debutó como sénior en el Atlético Levante en 2016, después de haber pasado de pequeño por grandes canteras nacionales, como UFB Jàbac Terrassa, F. C. Barcelona y la del R. C. D. Espanyol. El 20 de agosto de 2016 debutó en Segunda División B, en la derrota de su equipo por 1-0 frente al Atlético Baleares.
El 27 de noviembre de 2020 debutó con el primer equipo, el Levante U. D., en Primera División, en un partido frente al Real Valladolid. Durante la temporada 2020-21 fue, además, el portero titular del Levante en la Copa del Rey, en la que el conjunto granota llegó hasta las semifinales.
El 18 de agosto de 2023, tras haber disputado 71 encuentros con el Levante U. D., fue traspasado al Rayo Vallecano.

## Clubes
| Club                   | País   | Año       |
| ---------------------- | ------ | --------- |
| Atlético Levante U. D. | España | 2016-2020 |
| Levante U. D.          | España | 2020-2023 |
| Rayo Vallecano         | España | 2023-act. |